# Argiope mascordi
Argiope mascordi es una especie de arañas araneomorfas de la familia Araneidae.

## Localización
Esta especie se encuentra en Queensland (Australia).